# El Cover
El Cover és una pel·lícula espanyola de gènere comèdia musical i romanç estrenada en 2021. La pel·lícula està dirigida per Secun de la Rosa i protagonitzada per Àlex Monner i Marina Salas.

## Sinopsi
Dani (Àlex Monner) és un jove alacantí amb una gran passió per la música, no obstant això té por de fracassar com el seu pare, per la qual cosa decideix no intentar-lo amagant-se en la seva autenticitat. Aquest estiu, entre el seu treball de cambrer i les nits amb els amics, coneixerà a Sandra (Marina Salas), amb la qual descobrirà la lluita dels cantants anònims, els artistes de guerrilla, l'amor i què significa no ser un més.

## Repartiment
- Àlex Monner com Dani
- Marina Salas com Sandra
- Carolina Yuste com Margarita Quartiella
- Lander Otaola com Pierre
- Juan Diego com Daniel 'El Guitarras'
- Marco D'Almeida com Popi
- Carmen Machi com Marie France
- Susi Sánchez com Shirley
- Jorge Calvo com Liza
- Rita Ribeiro com Tina
- José Martins com Rod
- Xavier Melero com Lucas
- Ana Hurtado com Suni
- Cristina Rueda com Alegría
- Eduardo De Tena com Rodri
- Ignacio Mateos com Monfort
- Raul Jiménez com Fernandito
- Fran Berenguer com Vicente
- Pepe Ocio com Sebastián
- Celia de Molina com Amanda
- Diego Paris com Miguel
- María Hervás com Moni
- Óscar de la Fuente com Pare Moni
- Carlos Rivera com germà Moni
- Antonio Orozco com Luthier
- Secun de la Rosa com Presentador
- Agoney com Cover Andy Bell
- Lidia Mínguez com Maddona
- Inés León com Lourdes María

## Estrena
La pel·lícula inaugura el Festival de Màlaga el 3 de juny de 2021. El 23 de juliol del mateix any, s'estrena la pel·lícula en cinemes.

## Música
La pel·lícula compta amb una banda sonora amb covers de temes de grans artistes, com The Killers, Erasure, Amy Winehouse, Lady Gaga, Shirley Bassey, Gloria Gaynor, La Marelu, Loquillo, Antonio Vega, Nena Daconte i Raphael, entre d'altres. entre d'altres. A més, inclou un tema inèdit exclusiu compost i interpretat per Antonio Orozco. També es podran escoltar les veus d'artistes com Rocío Márquez («Mala de Marelu»), Kexxy Pardo («Ring My Bell») i Agoney («Little Respect»). Apareix també la cantant de flamenc Esperanza Rancapino i hi haurà un cameo de Vicente de Castro "Parrita". La BSO la publica Universal Music i surt a la venda en format digital i en una edició exclusiva en vinil, coincidint amb l'estrena en cinemes.

## Premis i nominacions
| Premi                                 | Categoria                                     | Receptor(s)                                                                    | Resultat   |
| ------------------------------------- | --------------------------------------------- | ------------------------------------------------------------------------------ | ---------- |
| Festival de Màlaga (2021)             | Bisnaga d'Or a la millor pel·lícula           | El Cover                                                                       | Nominada   |
| Festival de Màlaga (2021)             | Premi Jurat Jove al millor llargmetratge      | El Cover                                                                       | Guanyadora |
| Festival Ópera Prima de Tudela (2021) | Premi Ciutat de Tudela a la millor pel·lícula | El Cover                                                                       | Guanyadora |
| Festival Ópera Prima de Tudela (2021) | Premi Jove Tudela-Cultura                     | El Cover                                                                       | Guanyadora |
| XXXVI Premis Goya (2022)              | Millor cançó original                         | "Que me busquen por dentro" Compositors: Antonio Orozco, Jordi Colell Pinillos | Nominada   |
| IX Premis Feroz (2022)                | Millor Pel·lícula de Comèdia                  | El Cover                                                                       | Nominada   |
| Premis Berlanga de 2021               | Millor Actriu de Repartiment                  | Carolina Yuste                                                                 | Guanyadora |
| Premis Berlanga de 2021               | Millor Vestuari                               | Giovanna Ribes                                                                 | Guanyadora |
| Premis Berlanga de 2021               | Millor Maquillatge i Perruqueria              | Sara Vilar i Amparo Carrió Esteban                                             | Guanyadora |
| Premis Berlanga de 2021               | Millor So                                     | José Manuel Sospedra                                                           | Guanyadora |
| Premis Berlanga de 2021               | Millor Música Original                        | Nacho Mañó i Joana Estevao                                                     | Guanyadora |